# WWA&インディペンデント・ワールド世界女子王座
WWA&インディペンデントワールド世界女子王座（ダブリュー・ダブリュー・エー・アンド・インディペンデントワールドせかいじょしおうざ）は、FMWが管理、WWAとFMWが認定していた王座。

## 歴史
1990年、WWAがWWA世界女子王座を創設。11月5日、FMW駒沢オリンピック公園体育館大会で行われた初代王座決定戦に勝利したコンバット豊田が初代王者になった。
1994年1月、FMWがインディペンデントワールド世界女子王座を創設。2月、王者のクラッシャー前泊がWWA世界女子王座を返上。2月25日、FMW後楽園ホール大会で開催された「レディース・チャンピオン・カーニバル」に優勝した工藤めぐみが第9代WWA世界女子王者と初代インディペンデントワールド世界女子王者になった。以降は2つの王座の防衛戦が同時に行われている。
2002年2月15日、FMWの崩壊により封印。

## 歴代王者

### WWA世界女子王座（FMW版）
| 歴代  | 選手             | 戴冠回数 | 防衛回数 | 獲得日付       | 獲得場所 （対戦相手・その他）               |
| ----- | ---------------- | -------- | -------- | -------------- | ------------------------------------------- |
| 初代  | コンバット豊田   | 1        | 3        | 1990年11月5日  | 駒沢オリンピック公園体育館 ザ・ビースティー |
| 第2代 | 工藤めぐみ       | 1        | 2        | 1991年3月28日  | 後楽園ホール                                |
| 第3代 | コンバット豊田   | 2        | 1        | 1991年8月17日  | 鳥栖駅東隣隣接地特設会場                    |
| 第4代 | 里美和           | 1        | 2        | 1991年10月14日 | 博多スターレーン                            |
| 第5代 | 土屋恵理子       | 1        | 0        | 1992年3月25日  | 後楽園ホール                                |
| 第6代 | 工藤めぐみ       | 2        | 不明     | 1992年5月24日  | 有明コロシアム 1993年返上                   |
| 第7代 | コンバット豊田   | 3        | 1        | 1993年7月24日  | 北九州ベイスクエア 工藤めぐみ               |
| 第8代 | クラッシャー前泊 | 1        | 不明     | 1993年10月31日 | 後楽園ホール 1994年2月返上                  |

### WWA&インディペンデントワールド世界女子王座
| 歴代          | 選手             | 戴冠回数 | 防衛回数 | 獲得日付       | 獲得場所 （対戦相手・その他）               |
| ------------- | ---------------- | -------- | -------- | -------------- | ------------------------------------------- |
| 第9代&初代    | 工藤めぐみ       | 1        | 1        | 1994年2月25日  | 後楽園ホール レイラニ・カイ                 |
| 第10代&第2代  | コンバット豊田   | 1        | 1        | 1994年6月19日  | 後楽園ホール                                |
| 第11代&第3代  | 鍋野ゆき江       | 1        | 不明     | 1994年8月28日  | 大阪城ホール 1994年12月12日に負傷のため返上 |
| 第12代&第4代  | バッドナース中村 | 1        | 0        | 1995年3月30日  | 横浜文化体育館 工藤めぐみ                   |
| 第13代&第5代  | 工藤めぐみ       | 2        | 不明     | 1995年5月5日   | 川崎球場                                    |
| 第14代&第6代  | シャーク土屋     | 1        | 0        | 1995年11月20日 | 博多スターレーン                            |
| 第15代&第7代  | コンバット豊田   | 2        | 0        | 1995年12月10日 | 後楽園ホール                                |
| 第16代&第8代  | 工藤めぐみ       | 3        | 不明     | 1996年5月5日   | 川崎球場                                    |
| 第17代&第9代  | シャーク土屋     | 2        | 0        | 1997年3月21日  | 宮城県スポーツセンター                      |
| 第18代&第10代 | 工藤めぐみ       | 4        | 0        | 1997年4月29日  | 横浜アリーナ 1997年6月13日に引退のため返上  |
| 第19代&第11代 | シャーク土屋     | 3        | 不明     | 1997年9月28日  | 川崎球場 アジャコング 2002年2月15日封印     |